# Sesgo de atribución hostil

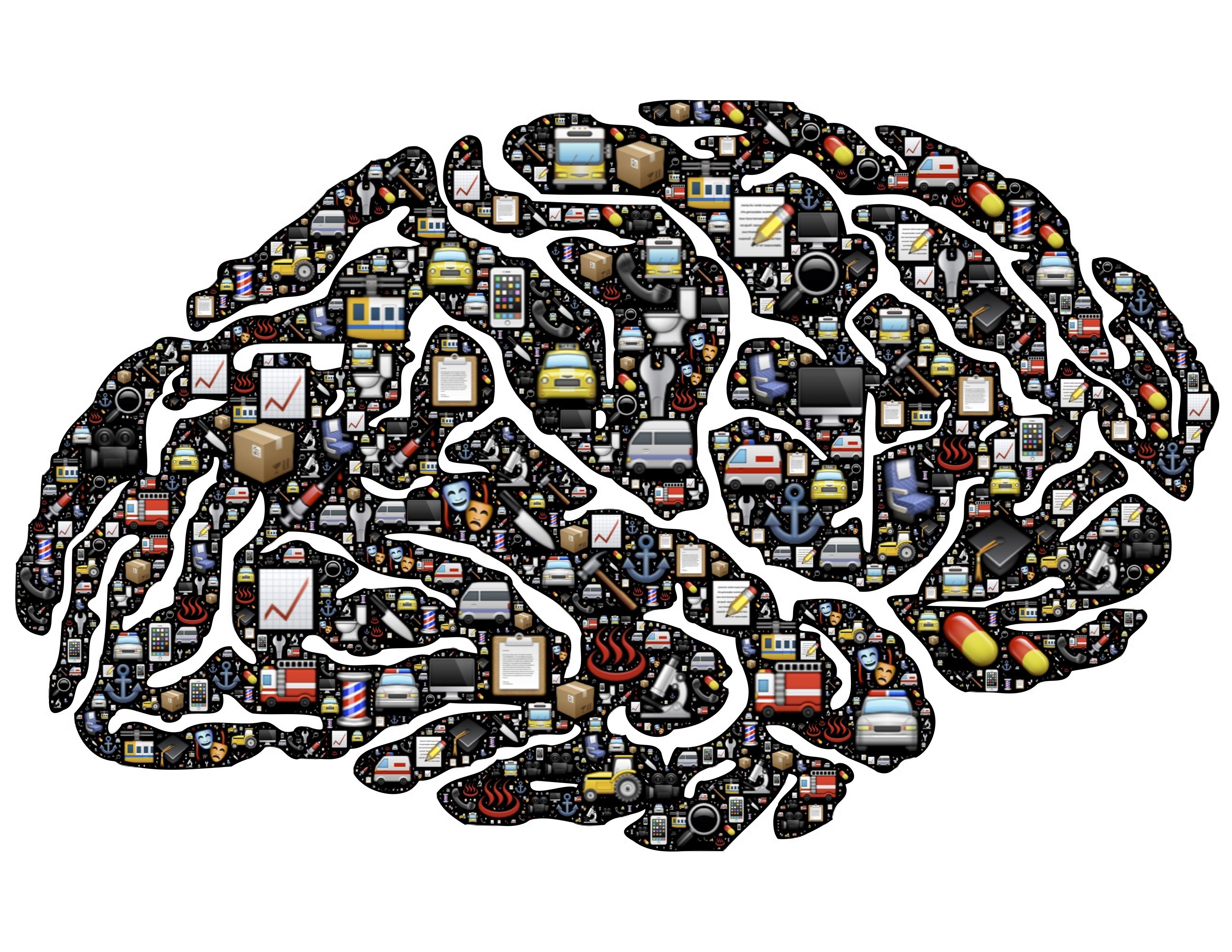
El sesgo de atribución hostil es un sesgo cognitivo.

El sesgo de atribución hostil, también conocido como sesgo de atribución de intención hostil o sesgo de atribución de hostilidad, se manifiesta por la propensión a atribuir una intención hostil a otros, incluso si la intención es ambigua o benigna. Esta propensión perjudica la cognición social y es una distorsión cognitiva.
Se observó por primera vez en la década de 1980, en un grupo de niños pequeños, pero también en un gran número de perfiles, particularmente en adultos y adolescentes o dentro de grupos.
Varios estudios han demostrado que el sesgo de atribución está asociado a determinadas patologías como la esquizofrenia, la alexitimia o el trastorno grave por consumo de alcohol. Se han desarrollado pruebas para identificar este sesgo que pueden diferir según la edad de los participantes.
Se ha observado que las personas con un sesgo de atribución hostil a menudo tienden a proporcionar una respuesta conductual agresiva y, como resultado de estas observaciones, se ha establecido un vínculo con la agresión. Por ello, se han desarrollado métodos para reducir este sesgo, en forma de terapias cognitivas y ejercicios adaptados a diferentes perfiles de participantes.

## Definición
El sesgo de atribución hostil es una tendencia inconsciente a atribuir malas intenciones a otros en situaciones que a menudo se describen como ambiguas o no intencionales. En la mayoría de los casos, la acción no permite detectar la intención de quien la realiza, pero quien sufre las repercusiones de la misma piensa que ese acto fue deliberado: por ejemplo, la persona A choca con la persona B, entonces la persona B piensa que la persona A actuó deliberadamente en lugar de considerar un motivo accidental.
Por lo tanto, el sesgo de atribución hostil se puede definir como un sesgo cognitivo, que resulta en la incapacidad de discernir ciertos comportamientos que no son intencionales o que no resultan de una acción voluntaria. En otras palabras, representa un error de interpretación o juicio sobre el comportamiento de los demás.
Según un estudio de Van Bockstaele, sin embargo, interpretar las intenciones de otras personas como malas aumentaría la probabilidad de una respuesta agresiva. El sesgo de atribución hostil estaría por tanto implicado en el desarrollo y mantenimiento de la agresividad en sus portadores.

## Historia
El concepto de sesgo de atribución hostil se originó a principios de la década de 1980. Fue desarrollado por varios psicólogos estadounidenses, durante estudios que analizaban el comportamiento de niños y adolescentes violentos y agresivos. En 1980, William Nasby, Brian Hayden y Bella DePaulo publicaron un artículo en el que destacaban que las reacciones agresivas no son necesariamente provocadas por estímulos aversivos, sino por otros factores como los procesos cognitivos, que harían que el sujeto interpretara determinadas conductas como agresivas.
Dos estudios realizados en jóvenes de 10 a 16 años les llevaron a creer que es posible que, "bajo ciertas condiciones, los niños con tendencia a reaccionar agresivamente ante situaciones interpersonales atribuyen erróneamente la hostilidad […] en mucha mayor medida que los niños menos propensos a la agresión". En un artículo publicado el mismo año, Kenneth A. Dodge (que también estudiaba la agresividad infantil) planteó la hipótesis de que las respuestas agresivas no se explican por una deficiencia en el procesamiento de las señales, sino por una distorsión de las mismas.
Dodge escribió en 2006, que "el comportamiento agresivo y las atribuciones hostiles son características humanas universales". También agregó que la socialización permite desarrollar la atribución de intenciones más benignas, precisando igualmente que "las diferencias individuales en el estilo de atribución explican las diferencias en el comportamiento agresivo". Concluyó finalmente que el desarrollo de la conducta antisocial puede, sin embargo, ser modificado mediante intervenciones en esta dirección.

## Aspecto cerebral

### Mecanismos cognitivos
El enfoque del sesgo de atribución hostil se basa en dos modelos principales de cognición social de las teorías de atribución.
El primer modelo utilizado es el "Social Information Processing" (SIP) de Crick & Dodge, según el cual nuestro cerebro pasa por una serie de etapas de procesamiento de información para establecer una respuesta conductual ante una situación social:
1. Detección y codificación de pistas en la situación
2. Interpretación de estas pistas
3. Elección de un objetivo para obtener un resultado frente a la situación
4. Selección o creación de posibles respuestas conductuales respecto a lo que ya tenemos en la memoria ante situaciones idénticas o similares
5. Evaluar las opciones de respuesta y elegir la que se considere más eficaz
6. Implementación de la respuesta conductual elegida y evaluación de su efecto[9]

El segundo modelo se basa en la teoría de la mente según la cual nuestro cerebro desarrolla la capacidad de atribuir o inferir estados cognitivos y afectivos a otra persona. Esta habilidad resultaría de dos procesos cognitivos de procesamiento de información social:
1. Un procesamiento intuitivo y rápido, basado en la identificación de pistas obvias, mediante el cual la respuesta conductual se produce por asociación de la situación con aprendizajes pasados
2. Un tratamiento reflexivo más largo, utilizando un razonamiento hipotético-deductivo, a partir de pistas más sutiles a identificar en la situación[11]

Con base en estos modelos, muchos estudios han demostrado que la capacidad cognitiva para procesar información social y atribuir intenciones evoluciona con la edad y el desarrollo de las funciones ejecutivas. Además, el sesgo de atribución hostil podría resultar de un déficit o disfunción de estos procesos cognitivos y dar lugar a conductas o estados inadecuados (como ira, ansiedad, irritabilidad…) ante la situación.
Varias regiones del sistema nervioso central (SNC) parecen estar involucradas en la agresión. La mayoría de los estudios apuntan al hemisferio izquierdo, principalmente la corteza cerebral fronto-orbitaria, prefrontal, dorsolateral y el giro cingulado.
El interés de estos estudios es doble. En primer lugar, permiten destacar una correlación entre variaciones anatómicas objetivables por imagen (grosor de la corteza, por ejemplo) y el rasgo de atribución hostil, lo que podría convertirlos en medios diagnósticos complementarios. En segundo lugar, permiten explorar y comprender las interacciones entre las diferentes regiones del cerebro que conducen al sesgo de atribución hostil. Por ejemplo, en un estudio reciente, Quan propone una vía que comienza en la corteza occipito-frontal y durante la cual "el sesgo de atribución hostil" y la "actitud hacia la violencia" juegan el papel de variable mediadora entre sí.

## Métodos de evaluación
A fin de evaluar y medir el sesgo de atribución hostil en un individuo, se utilizan los mismos tipos de pruebas en la investigación experimental y en el enfoque clínico. Las pruebas más utilizadas se basan en la presentación al individuo de breves relatos dibujados o filmados, en los que un sujeto en interacción con otro se encuentra ante una situación explícitamente no hostil, explícitamente hostil o ambigua. Luego se invita al sujeto a compartir su interpretación de la situación. Se puede considerar que el sujeto tiene un sesgo de atribución hostil preponderante cuando interpreta repetidamente situaciones ambiguas como intencionales. Por el contrario, se considerará no hostil si considera que estas situaciones son accidentales.
Dado que la capacidad cognitiva para procesar información social cambia con la edad, se han desarrollado varias pruebas:
- El "Test de Percepción Social" para niños en edad preescolar[20]
- La "Entrevista de procesamiento de información social" para niños en edad escolar (6-10 años)[23] y para niños en edad preescolar (4-5 años)[21]
- La "Prueba de atribución de intenciones para niños" adecuada para niños en edad preescolar y escolar (4-12 años)[14]

## Implicaciones

### En el niño
El sesgo de atribución hostil en los niños tenderá a disminuir a medida que crezcan. En niños pequeños de 3 años o menos, casi siempre está presente un sesgo de atribución hostil, porque el niño tiende a asociar una molestia con una mala intención. Sin embargo, durante el período comprendido entre los 3 y los 5 años, el desarrollo de sus capacidades analíticas le permitirá cada vez más atribuir una causa accidental a una situación ambigua.
En resumen, el proceso de flexibilidad mental que tiene lugar durante el desarrollo permitirá un discernimiento más eficaz de las intenciones de los demás. A pesar de esto, seguirá habiendo diferencias entre individuos y algunos niños serán más propensos que otros al sesgo de atribución hostil, incluso más tarde en el desarrollo.
Un estudio sobre videojuegos realizado en preadolescentes reveló que los videojuegos serían un posible factor de riesgo para el sesgo de atribución hostil y el comportamiento agresivo en general, además del nivel de vulnerabilidad social y el contenido específico del juego violento, o no violento.

### En adultos
El sesgo de atribución hostil también se encuentra en adultos. Se correlaciona con la ira y la agresividad, especialmente en el ámbito personal.
Varios estudios tratan de la situación conyugal e indican, por ejemplo, que los cónyuges insatisfechos están sujetos a atribuciones hostiles hacia el otro, lo que degrada el grado de satisfacción de la pareja. Los maridos que cometen violencia conyugal son más propensos que otros, ante una situación problemática comparable, a desarrollar un sesgo de atribución hostil hacia sus parejas, atribuyéndoles la responsabilidad de la situación y una voluntad maligna, los celos y el rechazo por parte de la mujer pueden ser factores agravantes.
También puede existir un sesgo de atribución hostil en las madres ante el comportamiento ambiguo de sus hijos particularmente cuando ellas mismas han sufrido abusos en su infancia.
Al conducir un vehículo, es posible desarrollar un sesgo de atribución hostil hacia otros usuarios de la vía. Aunque la información recibida por el conductor puede parecer clara, el sesgo de atribución hostil depende del nivel de agresión y desafío de la persona.

### Dentro de grupos
Un grupo con su información social y afiliaciones puede influir en la atribución de intenciones hostiles, que luego se basarán en prejuicios.
Las atribuciones de intenciones hostiles engendran intenciones conductuales agresivas como respuesta. Sin embargo, los modos de atribución de las intenciones hostiles y la intensidad de la respuesta agresiva pueden variar según la pertenencia o no del provocador al grupo, así como su estatus dentro del mismo.
Por lo tanto, una provocación proveniente de una persona ajena al grupo se percibiría más fácilmente como una intención hostil que si proviniera de un miembro perteneciente al grupo. Por otro lado, una intención hostil atribuida a una persona dentro de su propio grupo sería percibida como un mayor ataque a la identidad social del grupo, y por tanto conduciría a una respuesta de intención conductual agresiva más intensa, más si este provocador ocupa un lugar importante dentro del grupo. De hecho, cuanto más importante sea el estatus del miembro de un grupo, más se espera que sea representativo del mismo y de su identidad. Por lo tanto, esto representaría una amenaza importante: socavaría la identidad y la existencia misma del grupo.
Por el contrario, para un provocador de menor estatus, la respuesta de intención de comportamiento agresivo sería mayor hacia él si estuviera fuera del grupo.

### En sujetos patológicos
Diversos estudios revelan la presencia de sesgo de atribución hostil en diversas patologías psicológicas o mentales.

#### Sesgo de atribución hostil y alexitimia
En un estudio que investigó las relaciones entre la alexitimia, algunos de sus subfactores y la agresión (reactiva y proactiva), Li destacó el posible papel moderador del sesgo de atribución hostil.

#### Sesgo de atribución hostil y narcisismo
En un estudio que analiza las correlaciones entre el sesgo de atribución hostil y el narcisismo en sus dos formas (grandioso y vulnerable), Hansen-Brown & Freis (2019) muestran que solo parece estar presente en el narcisista vulnerable.

#### Sesgo de atribución hostil en el trastorno grave por consumo de alcohol
Los pacientes con trastorno grave por consumo de alcohol atribuyen más intenciones hostiles a los demás en situaciones sociales ambiguas o estresantes. Sin embargo, aunque presente, este sesgo está más relacionado con un sentimiento de culpa (por ejemplo: “soy yo quien crea esta hostilidad”) que con una reacción agresiva, y podría contribuir a las recaídas después de la abstinencia.

#### Sesgo de atribución hostil y esquizofrenia
En una revisión de la literatura crítica que incluye 28 estudios centrados en el sesgo de atribución hostil en la esquizofrenia, se destacan varios puntos clave:
- El sesgo de atribución hostil está muy presente en la esquizofrenia, pero también en personas con paranoia o delirios de persecución
- Existe evidencia preliminar sobre el vínculo entre el sesgo de atribución hostil, la ansiedad y la depresión en el contexto de la esquizofrenia
- Existe un posible vínculo entre el sesgo de atribución hostil y las "capacidades funcionales" del paciente esquizofrénico

## Remedios y terapias
Se han desarrollado intervenciones para reducir el sesgo de atribución hostil y sus efectos para que el sujeto promueva activamente el procesamiento reflexivo de la información recibida en una situación ambigua. Se anima al sujeto a encontrar una interpretación no hostil o positiva de la situación ambigua presentada. Por ejemplo, el "entrenamiento escenario ambiguo" creado por Mathews y Mackintosh deja una palabra medio borrada en medio de una oración que describe un evento, lo que le permite al participante dar un resultado positivo o negativo a la situación (ejemplo: ki.. que se puede completar como kill o kind / matar o amable). Estos métodos de intervención actualmente pueden ser asistidos por computadoras para completar los métodos tradicionales, haciéndolos más accesibles y aplicables a distancia. También se han adaptado para niños con un alto nivel de comportamiento agresivo.
Penton-Voak ha desarrollado otro ejercicio consistente en una clasificación de rostros con expresiones faciales ambiguas. Se alienta a los participantes a atribuir un máximo de expresiones faciales negativas (ambiguas/enojadas) a positivas (feliz) y, por lo tanto, ver cómo aumenta gradualmente su capacidad para atribuir intenciones "amigables" a los demás. Los resultados fueron concluyentes tanto en adultos como en adolescentes.